# Irán en los Juegos Olímpicos de Sochi 2014
Irán estuvo representado en los Juegos Olímpicos de Sochi 2014 por cinco deportistas, tres hombres y dos mujeres, que compitieron en dos deportes.
El portador de la bandera en la ceremonia de apertura fue el esquiador alpino Hosein Saveh-Shemshaki. El equipo olímpico iraní no obtuvo ninguna medalla en estos Juegos.